# Булда Анатолій Андрійович
Булда Анатолій Андрійович (нар. 6 серпня 1950 р., с. Харсіки Чорнухинського району Полтавської області, Українська РСР- 7 січня 2023 р., м.Київ) — український педагог, доктор педагогічних наук, професор, завідувач кафедри методики викладання соціально-гуманітарних дисциплін Національного педагогічного університету імені М. П. Драгоманова, член спеціалізованої ради Інституту педагогіки НАПН України.

## Навчання
Навчався в Харсіцькій восьмирічній та Чорнухинській середній школах.
У 1967 році вступив на історичний факультет Полтавського педагогічного інституту.

## Вчительська праця
Педагогічну діяльність розпочав у рідній Харсіцькій школі учителем історії та географії. В 1973 р. А.Булда вже вчитель історії та суспільствознавства в с. Троєщина Броварського району Київської області.

## Наукова діяльність
В 1974 р. він вступає до аспірантури на відділ методики викладання історії та суспільствознавства Науково-дослідницького інституту педагогіки УРСР.
Після закінчення був призначений на посаду молодшого наукового співробітника НДІ педагогіки УРСР.
В 1977 р. молодий вчений захистив кандидатську дисертацію з теми «Проблеми методики викладання історії на основі диференційованого навчання школярів» під науковим керівництвом відомого методиста Лисенка Миколи Миколайовича.
У 1984 р. був обраний на посаду доцента кафедри методики викладання історії, суспільствознавства і права Київського державного педагогічного інституту ім. О. М. Горького.
Одночасно виконував обов'язки заступника декана факультету з навчально-методичної роботи.
У 1994—1997 рр. навчався в докторантурі на кафедрі методики викладання історії, права та суспільних дисциплін у педагогічному університеті ім. М. П. Драгоманова.
У 2000 році він успішно захистив докторську дисертацію з теми «Теоретичні основи практичної підготовки вчителів історії в педагогічних навчальних закладах України (історико- педагогічний аспект)» і отримав науковий ступінь доктора педагогічних наук з теорії та методики викладання історії.
В 2003 році було присвоєно звання професора кафедри методики викладання історії та суспільнополітичних дисциплін Національного педагогічного університету ім. М. Драгоманова.
Обіймав посаду заступника директора з наукової роботи та міжнародних зв'язків Інституту політології та права Національного педагогічного університету ім. М. П. Драгоманова
З січня 2004 р. працює завідувачем кафедри методики викладання соціально-гуманітарних дисциплін Інституту політології та права, членом науково методичної ради Національного педагогічного університету ім. М. П. Драгоманова.
За час роботи був членом редколегії методичних журналів «Історія в школах України», «Історія в школі», є членом спеціалізованих рад з методики викладання історії та спеціалізованої ради з історії України.

## Перелік публікацій
А.Булда — автор понад 100 наукових праць з актуальних питань педагогіки.
- Булда Анатолій Андрійович Теоретичні основи практичної підготовки вчителів історії в педагогічних навчальних закладах України (історико- педагогічний аспект) [Текст]: дис… д-ра пед. наук: 13.00.02 / Булда Анатолій Андрійович ; Національний педагогічний ун-т ім. М. П. Драгоманова. — К., 2000. — 467 арк.
- Булда Анатолій Андрійович. Теоретичні основи практичної підготовки вчителів історії в педагогічних навчальних закладах України (історико- педагогічний аспект) [Текст]: автореф. дис… д-ра пед. наук: 13.00.02 / Булда Анатолій Андрійович ; Національний педагогічний ун-т ім. М. П. Драгоманова. — К., 2000. — 36 с.
- Булда А. А. Практична підготовка вчителів історії в педагогічних навчальних закладах України (етапи і особливості) [Текст] / А. А. Булда ; Національний педагогічний ун-т ім. М. П. Драгоманова. — К: [б.в.], 1999. — 498 с. — Бібліогр.: с. 431—497. — ISBN 966-7584-16-X
- Коляда Ігор Анатолійович. Основи правознавства. 9 клас [Текст]: метод. посібник для вчителів / І. А. Коляда, А. А. Булда. — К. : А. С. К., 2000. — 236 с. — ISBN 966-539-242-5
- Булда А. А. Методичні засади підручникотворення з історії стародавнього світу [Текст]: навч.-метод. посібник / А. А. Булда [и др.] ; Національний педагогічний ун-т ім. М. П. Драгоманова. Кафедра теорії та методики викладання соціально-гуманітарних дисциплін. — К. : НПУ ім. М. П. Драгоманова, 2007. — 216 с. — Бібліогр.: с. 159—180 (275 назв). — ISBN 978-966-660-381-7
- Булда Анатолій Андрійович. Розвиток творчих здібностей старшокласників у процесі вивчення суспільствознавчих дисциплін [Текст]: навч.-метод. посіб. / А. А. Булда, М. М. Роговенко ; Національний педагогічний ун-т ім. М. П. Драгоманова. Кафедра теорії та методики викладання соціально-гуманітарних дисциплін. — К. : Національний педагогічний університет ім. М. П. Драгоманова, 2006. — 236 с. — Бібліогр.: с. 159—175. — ISBN 966-660-292-X
- Щербань Петро Миколайович. Формування педагогічної культури майбутніх учителів історії і права засобами навчально-педагогічних ігор [Текст]: для студ. пед. вищ. навч. закладів / П. М. Щербань, А. А. Булда ; Національний педагогічний ун-т ім. М. П. Драгоманова. — К. : НПУ ім. М. П. Драгоманова, 2008. — 203 с. — Бібліогр.: с. 127—141. — ISBN 978-966-660-432-6
- Булда Анатолій Андрійович. Формування громадянської компетентності учнів у процесі навчання правознавства [Текст]: навч.-метод. посіб. для студ. / А. А. Булда, Т. М. Смагіна ; Нац. пед. ун-т ім. М. П. Драгоманова. — К. : НПУ ім. М. П. Драгоманова, 2010. — 86 с. — Бібліогр.: с. 73-86. — ISBN 978-966-660-672-6
- Права дитини [Текст]: навч.-метод. посіб. для студ. та вчителів / А. А. Булда [та ін.] ; Нац. пед. ун-т ім. М. Драгоманова. — К. : НПУ, 2012. — 256 с. : рис. — Бібліогр.: с. 213—217. — ISBN 978-966-660-779-2
- Булда Анатолій Андрійович. Методика організації пізнавальної діяльності учнів у процесі навчання етики [Текст]: навч.-метод. посіб. для вчителів та студ. / А. А. Булда, О. В. Журба ; Нац. пед. ун-т ім. М. П. Драгоманова. — К. : Вид-во НПУ ім. М. П. Драгоманова, 2012. — 225 с. — Бібліогр.: с. 211—224. — 300 экз. — ISBN 978-966-660-813-3
- Методика викладання правознавства (академічний рівень, 10 клас) [Текст]: навч.-метод. посіб. для вчителів та студентів / Булда А. А. [та ін.] ; Нац. пед. ун-т ім. М. П. Драгоманова. — Київ: Вид-во НПУ ім. М. П. Драгоманова, 2013. — 222 с. : іл. — Бібліогр.: с. 218—221. — ISBN 978-966-660-894-2
- Булда Анатолій Андрійович. Методика формування предметних умінь старшокласників у процесі вивчення правознавства [Текст]: навч.-метод. посіб. для вчителів та студентів / А. А. Булда, Н. М. Жидкова. — Київ: НПУ ім. М. П. Драгоманова, 2013. — 295 с. : рис., табл. — Бібліогр.: с. 270—286. — ISBN 978-966-660-908-6
- Булда Анатолій Андрійович. Організація профільного навчання у старшій школі Іспанії [Текст]: навч.-метод. посіб. для студентів і вчителів / А. А. Булда, І. В. Кобилянська ; Нац. пед. ун-т ім. М. П. Драгоманова. — Київ: Вид-во НПУ ім. М. П. Драгоманова, 2014. — 235 с. : табл. — Бібліогр.: с. 148—162. — ISBN 978-966-660-960-4
- Булда Анатолій Андрійович. Методика реалізації ціннісно-діяльнісного підходу у процесі викладання суспільствознавчих дисциплін [Текст]: навч.-метод. посіб. для вчителів та студентів / А. А. Булда, О. А. Гончарова ; Нац. пед. ун-т ім. М. П. Драгоманова. — Київ: Вид-во НПУ ім. М. П. Драгоманова, 2015. — 238 с. : рис., табл. — Бібліогр.: с. 153—167. — 300 экз. — ISBN 978-966-660-890-4
- Булда Анатолій Андрійович. Методика формування екологічної культури учнів загальноосвітніх закладів Німеччини [Текст]: навч.-метод. посіб. для вчителів та студентів / А. А. Булда, І. М. Лобачук ; Нац. пед. ун-т ім. М. П. Драгоманова. — Київ: Вид-во НПУ ім. М. П. Драгоманова, 2015. — 230 с. — Бібліогр.: с. 174—203. — 300 экз. — ISBN 978-966-660-992-5
- Булда Анатолій Андрійович. Диференційоване навчання історії у старшій школі: теорія, методика, практика [Текст]: навч. посіб. для студентів ф-тів суспіл.-гуманітар. напряму / А. А. Булда, Ю. П. Олексін ; Нац. пед. ун-т ім. М. П. Драгоманова. — Київ: Вид-во НПУ ім. М. П. Драгоманова, 2015. — 233, [122] с. : рис., табл. — Бібліогр. в кінці розд. — 300 экз. — ISBN 978-966-931-014-9